# Tennistoernooi van Sopot 2002
|                                        |  |                                     |
| Dinara Safina, winnares bij de vrouwen |  | José Acasuso, winnaar bij de mannen |

Het tennistoernooi van Sopot van 2002 werd van zondag 21 tot en met zondag 28 juli 2002 gespeeld op de gravelbanen van de Sopocki Klub Tenisowy in de Poolse badplaats Sopot. De officiële naam van het toernooi was Prokom Open.
Het toernooi bestond uit twee delen:
- WTA-toernooi van Sopot 2002, het toernooi voor de vrouwen
- ATP-toernooi van Sopot 2002, het toernooi voor de mannen

ATP-toernooi van Sopot‎ – WTA-toernooi van Sopot

2001 · 
2002 · 
2003 · 
2004